# Mesogonia callangana
Mesogonia callangana är en insektsart som beskrevs av Young 1977. Mesogonia callangana ingår i släktet Mesogonia och familjen dvärgstritar. Inga underarter finns listade i Catalogue of Life.